# Nazionale femminile di pallavolo della Lettonia
La nazionale femminile di pallavolo della Lettonia è una squadra europea composta dalle migliori giocatrici di pallavolo della Lettonia ed è posta sotto l'egida della Federazione pallavolistica della Lettonia.

## Rosa
Segue la rosa delle giocatrici convocate per l'European Silver League 2024.
| N° | Nome             | Ruolo | Data di nascita  | Squadra               |
| -- | ---------------- | ----- | ---------------- | --------------------- |
| 1  | Elīna Zvaigzne   | L     | 16 luglio 2000   | Rīgas Volejbola skola |
| 2  | Lāsma Ozola      | C     | 22 luglio 2001   | Rīgas Volejbola skola |
| 3  | Katrīna Struka   | S     | 18 aprile 2007   | RSU                   |
| 4  | Marta Levinska   | O     | 6 settembre 2001 | PTT                   |
| 5  | Megija Dambrehte | O     | 22 novembre 2002 | Puijo                 |
| 6  | Linda Šteinberga | L     | 26 novembre 1999 | RSU                   |
| 8  | Elvita Dolotova  | P     | 27 aprile 1997   | RSU                   |
| 11 | Paula Nečiporuka | S     | 10 febbraio 1998 | Belfort               |
| 12 | Anna Rīta        | C     | 15 ottobre 2004  | Austin Peay State     |
| 13 | Līva Sola        | C     | 12 dicembre 1990 | Jelgava               |
| 15 | Anna Cepurīte    | S     | 26 aprile 2005   | Rīgas Volejbola skola |
| 16 | Anija Jurdža     | S     | 6 dicembre 1999  | Soverato              |
| 17 | Junora Vagele    | C     | 22 gennaio 2004  | Universitatea Cluj    |
| 18 | Elza Reknere     | P     | 6 aprile 2002    | Rīgas Volejbola skola |
| 20 | Karmena Struka   | C     | 18 aprile 2007   | RSU                   |
| 21 | Agija Ankevica   | S     | 2 agosto 2001    | RSU                   |
| 22 | Sindija Bože     | L     | 4 novembre 1998  | Rīgas Volejbola skola |

## Risultati

### Competizioni CEV
| 1949 | non esistente   | -            |
| 1950 | non esistente   | -            |
| 1951 | non esistente   | -            |
| 1955 | non esistente   | -            |
| 1958 | non esistente   | -            |
| 1963 | non esistente   | -            |
| 1967 | non esistente   | -            |
| 1971 | non esistente   | -            |
| 1975 | non esistente   | -            |
| 1977 | non esistente   | -            |
| 1979 | non esistente   | -            |
| 1981 | non esistente   | -            |
| 1983 | non esistente   | -            |
| 1985 | non esistente   | -            |
| 1987 | non esistente   | -            |
| 1989 | non esistente   | -            |
| 1991 | non esistente   | -            |
| 1993 | 8º posto        | Convocazioni |
| 1995 | 8º posto        | Convocazioni |
| 1997 | 12º posto       | Convocazioni |
| 1999 | non qualificata | -            |
| 2001 | non qualificata | -            |
| 2003 | non qualificata | -            |
| 2005 | non qualificata | -            |
| 2007 | non qualificata | -            |
| 2009 | non qualificata | -            |
| 2011 | non qualificata | -            |
| 2013 | non qualificata | -            |
| 2015 | non qualificata | -            |
| 2017 | non qualificata | -            |
| 2019 | non qualificata | -            |
| 2021 | non qualificata | -            |
| 2023 | non qualificata | -            |

| 2018 | non qualificata | -            |
| 2019 | non qualificata | -            |
| 2021 | 7º posto        | Convocazioni |
| 2022 | non qualificata | -            |
| 2023 | 5º posto        | Convocazioni |
| 2024 | 6º posto        | Convocazioni |
| 2025 | 2º posto        | Convocazioni |